# Bogna Jakuszko-Klimczewska
Bogna Jadwiga Jakuszko-Klimczewska (ur. 17 października 1928 w Sławacinku, zm. 7 listopada 2015 we Wrocławiu) – polska architekt i urbanistka.

## Życiorys
Po ukończeniu nauki w Liceum Ogólnokształcącym nr 1 rozpoczęła studia na Politechnice Wrocławskiej, dyplom obroniła 6 grudnia 1951. Wiele swoich prac współtworzyła z mężem Kazimierzem Klimczewskim. 
Do jej najważniejszych osiągnięć należy zaliczyć:
- realizację architektoniczną centrum Legnicy[1],
- projekt architektoniczny osiedla im. Mikołaja Kopernika w Legnicy[2],
- uzupełnienie zabudowy „starego miasta” w Lwówku Śląskim,

oraz budynki, które powstały we Wrocławiu m.in.:
- Dom Kultury Budowlanych (obecnie Teatr PWST), otrzymał tytuł „Dom Roku 1972”. Obiekt posiada salę kinowo-teatralną na 300 miejsc, pomieszczenia wystawowe, bibliotekę i czytelnię, bar kawowy, pomieszczenia klubowe oraz dużą stołówkę. Cechą wyróżniającą budynek jest powiązanie różnorodności funkcji[3],
- budynek Urzędu Pocztowego Wrocław 39 (obecnie nie istnieje), posiadający wiszącą konstrukcję linową, był to projekt wspólny z Lechem Zgagaczem[4]

Należała także do zespołu projektującego osiedle mieszkaniowe Plac PKWN we Wrocławiu.
W 1972 odznaczona została Serbrnym Kryżem Zasługi